# Aloe madecassa
Aloe madecassa ist eine Pflanzenart der Gattung der Aloen in der Unterfamilie der Affodillgewächse (Asphodeloideae). Das Artepitheton madecassa leite sich vom französischen Wort madécasse für ‚heimisch‘ oder ‚Madagaskar bewohnend‘ ab.

## Beschreibung

### Vegetative Merkmale
Aloe madecassa wächst (fast) stammlos und einfach. Die etwa 20 lanzettlich-spitzen Laubblätter bilden eine dichte Rosette. Die grüne, undeutlich linierte Blattspreite ist etwa 25 Zentimeter lang und 7 bis 9 Zentimeter breit. Die stechenden, hellrosafarbenen Zähne am schmalen, rosafarbenen, knorpeligen Blattrand sind 2 Millimeter lang und stehen 5 bis 8 Millimeter voneinander entfernt. Der Blattsaft trocknet weiß.

### Blütenstände und Blüten
Der Blütenstand weist sechs bis zehn Zweige auf und erreicht eine Länge von bis zu 100 Zentimeter und mehr. Die lockeren, zylindrisch spitz zulaufenden Trauben sind bis zu etwa 20 Zentimeter lang und 5 bis 6 Zentimeter breit. Die lanzettlichen, weißen Brakteen weisen eine Länge von etwa 9 Millimeter auf und sind 3 Millimeter breit. Die leicht keulenförmigen, scharlachroten Blüten stehen an 14 Millimeter langen Blütenstielen. Die Blüten sind etwa 25 Millimeter lang und an ihrer Basis kurz verschmälert. Auf Höhe des Fruchtknotens weisen sie einen Durchmesser von etwa 5 Millimeter auf. Darüber sind sie zur Mündung erweitert. Ihre Perigonblätter sind auf einer Länge von 12 Millimetern nicht miteinander verwachsen. Die Staubblätter und der Griffel ragen 1 bis 2 Millimeter aus der Blüte heraus.

### Genetik
Die Chromosomenzahl beträgt {\displaystyle 2n=14}.

## Systematik und Verbreitung
Aloe madecassa ist auf Madagaskar verbreitet.
Die Erstbeschreibung durch Henri Perrier de La Bâthie wurde 1926 veröffentlicht. Es werden folgende Varietäten unterschieden:
- Aloe madecassa var. madecassa
- Aloe madecassa var. lutea Guillaumin

Aloe madecassa var. lutea

Die Unterschiede zu Aloe madecassa var. madecassa sind: Die Zähne am Blattrand sind rosafarben, die Brakteen sind fast farblos. Die zitronengelben, grün geaderten Blüten stehen an 20 Millimeter langen Blütenstielen. Die Erstbeschreibung durch André Guillaumin wurde 1973 veröffentlicht.

## Nachweise